# Алексеевка (Томская область)
Алексеевка — деревня в Молчановском районе Томской области, Россия. Входит в состав Молчановского сельского поселения.

## История
Основана в 1908 г. В 1926 году посёлок Алексеевский состоял из 55 хозяйств, основное население — белоруссы. В составе Золотовского сельсовета Молчановского района Томского округа Сибирского края.

## Население
| 1926 | 2002 | 2008 | 2010 | 2012 | 2013 | 2014 |
| ---- | ---- | ---- | ---- | ---- | ---- | ---- |
| 317  | ↘68  | ↘58  | ↘20  | ↗21  | ↘18  | ↗19  |
| 2015 | 2021 |      |      |      |      |      |
| ↗21  | ↘8   |      |      |      |      |      |